# Phyllodactylus julieni
Phyllodactylus julieni este o specie de șopârle din genul Phyllodactylus, familia Gekkonidae, descrisă de Cope 1885. Conform Catalogue of Life specia Phyllodactylus julieni nu are subspecii cunoscute.